# Yuta Togashi
Yuta Togashi (født 18. december 1995) er en japansk fodboldspiller, som spiller for den japanske fodboldklub FC Ryukyu.